# Jequitaí
Jequitaí è un comune del Brasile nello Stato del Minas Gerais, parte della mesoregione del Norte de Minas e della microregione di Pirapora.